# 秦暎花
秦 暎花（はた えいか、1972年 - ）は、日本の元女優（子役）。子役として、主に東映の特撮ドラマに出演した。

## 出演

### ドラマ
- 宇宙刑事シャリバン　第13話（1983年5月27日、テレビ朝日）- KOジョーの妹  役
- 科学戦隊ダイナマン　第24話（1983年7月16日、テレビ朝日）-椎名博士の娘さおり 役
- 月曜ドラマランド「長谷川町子のいじわる看護婦(3)目には目を！奮闘さくら海を行く！」（1983年8月22日、フジテレビ）
- 星雲仮面マシンマン（1984年1月13日-9月21日、日本テレビ）-小杉美佐(レギュラー) 役
- どきんちょ!ネムリン　第3話（1984年9月16日、フジテレビ）
- 宇宙刑事シャイダー　第32話（1984年11月02日、テレビ朝日）-石原民子(ゲストヒロイン) 役
- 電撃戦隊チェンジマン　第12話（1985年4月20日、テレビ朝日）-母がいない姉弟の姉たかこ 役
- 日曜劇場「家族ってなんなの」（1985年6月16日、TBS）
- 月曜ドラマランド「ゲゲゲの鬼太郎」（1985年8月5日、フジテレビ）-関京子(ヒロイン) 役
- 「十五少年漂流記 忘れられない夏休み」（1986年8月31日、TBS）

### 映画
- 花のあすか組!（1988年）

### ラジオ
- FMシアター 「スピカ」（1985年4月20日、NHK-FM放送）-少女スピカ(ヒロイン)

原作：島田雅彦（『夢遊王国のための音楽』に所収）

### CM
- JR東海 - 浅野愛子と共演

## エピソード
- 石原民子（宇宙刑事シャイダー）のフルート演奏シーンは吹き真似で、実際はプロデューサー吉川進の娘、フルート奏者の吉川久子が吹いている[1]。
- 一部「秦瑛花」と表記されているサイトも存在している[2]。